# Federico Ruzza

a Compétitions nationales et continentales officielles uniquement.

b Matchs officiels uniquement.
Dernière mise à jour le 2 avril 2022.
Federico Ruzza, né le 4 août 1994 à Padoue en Italie, est un joueur international italien de rugby à XV et à sept évoluant au poste de deuxième ou troisième ligne. Il joue pour l'équipe du Benetton Trevise en Pro14 depuis 2017.

## Biographie
Federico Ruzza découvre le rugby à 6 ans au CUS Padova de sa ville natale.

### Carrière

#### En club
Ruzza commence sa carrière à Viadana, dans la première division italienne lors de la saison 2014-2015, à la fin de laquelle il est prêté à la franchise parmesane des Zebre, qu'il rejoint ensuite définitivement pour deux ans.
Il rejoint en 2017 l'autre franchise italienne de Trévise, où il s'impose comme titulaire en deuxième ligne, ses deux premières saisons à Trévise correspondant aux deux meilleures de l'histoire la franchise vénète. Il prolonge en 2019 son contrat jusqu'en 2021.

#### En équipe nationale
International italien à XV, en moins de 20 ans, en équipe reserve et en équipe première, il est aussi international à sept, participant au tournoi des Seven's Grand Prix Series 2014 de Bucarest.
En mai 2023, il est sélectionné avec l'Italie dans un groupe de 46 joueurs pour préparer la Coupe du monde 2023.
En janvier 2024, il est convoqué pour le Tournoi des Six Nations.

## Style de jeu
Deuxième ligne moderne, ayant été titularisé en début de carrière au centre et à l'aile de la troisième ligne,, avant de descendre d'un cran, il possède une palette technique et une capacité à marquer des essais supérieure à la moyenne de son poste,.
Ruzza s'illustre notamment par ses capacités à porter le ballon, percer la ligne de défense et effectuer des offloads,,.